# Silvia Alessandri
Silvia Alessandri Montes (Santiago, 20 de mayo de 1927-Santiago, 30 de junio de 2021) fue una política chilena. Se desempeñó como diputada por Santiago entre 1969 y 1973.

## Primeros años de vida
Hija de Hernán Alessandri Rodríguez y Sofía Montes Sutil, sobrina del expresidente Jorge Alessandri y nieta de Arturo Alessandri.
Cursó sus estudios secundarios en el Colegio del Sagrado Corazón. Posteriormente, realizó cursos de enfermería en la Cruz Roja.
Se casó con Hernán Calvo Salas y tuvieron cinco hijos.

## Vida política
Inicio sus actividades políticas en el Partido Nacional. 
Electa diputada por la 7ª agrupación departamental de Santiago, para el periodo de 1969-1973.
Integró la Comisión Permanente de Salud Pública, la de Defensa Nacional, la de Minería; la de Hacienda; la de Relaciones Exteriores; la de Trabajo y Seguridad Social y la de Vivienda y Urbanismo. Fue miembro de la Comisión Especial Investigadora de Denuncias Contra el Servicio Nacional de Salud, SNS, 1971 y 1972. 
Fue miembro del Comité Parlamentario de su Partido, el Nacional, entre 1972 y 1973. En diciembre de 1971 obtuvo el permiso de las autoridades para realizar la marcha de las cacerolas vacías, que derivó en el surgimiento del movimiento cívico denominado Poder Femenino.

## Historial electoral

### Elecciones parlamentarias de 1969
- Elecciones Parlamentarias de 1969 para la 7.ª Agrupación Departamental, Santiago.[4]

(Se consideran sólo diez primeras mayorías, sobre 18 diputados electos)